# Hofkapelle Gut Marienhof

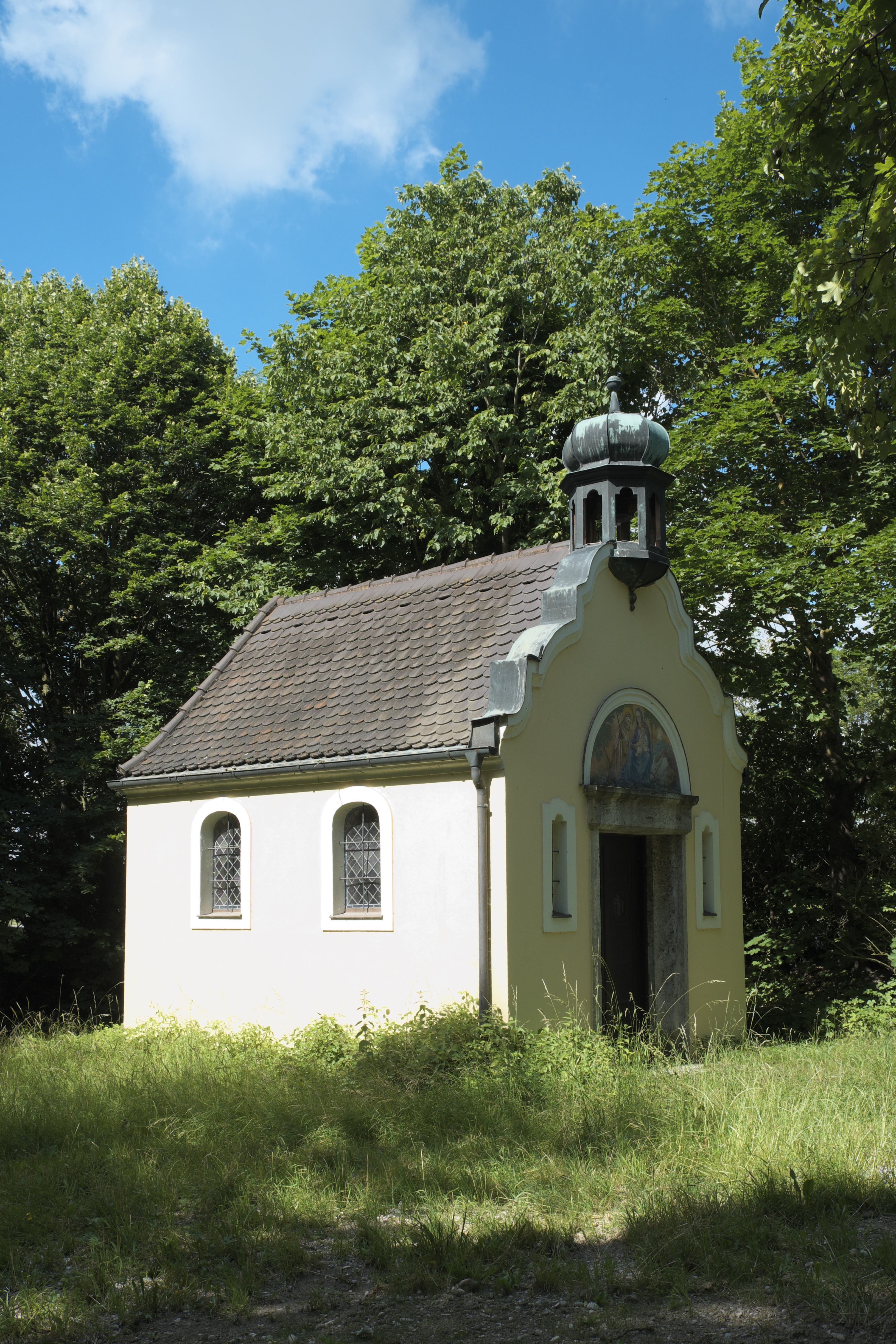
Hofkapelle Gut Marienhof in Dietersheim

Die Hofkapelle Gut Marienhof in Dietersheim, einem Gemeindeteil von Eching im oberbayerischen Landkreis Freising, wurde 1923 errichtet. Die Kapelle an der Hauptstraße 30 neben der ehemaligen Bundesstraße 11 (heute Staatsstraße 2350) ist ein geschütztes Baudenkmal.
Der kleine neubarocke Saalbau mit geschweiftem Giebel besitzt einen Dachreiter mit Zwiebelhaube. Über dem Portal ist die Heilige Familie dargestellt.